# Valeo
Valeo (вимовляється Валео, від лат. valeo «бути здоровим») — французька компанія, виробник і постачальник автомобільних комплектуючих та запасних частин. Штаб-квартира — у Парижі.
Заснована в 1923 році.

## Власники і керівництво

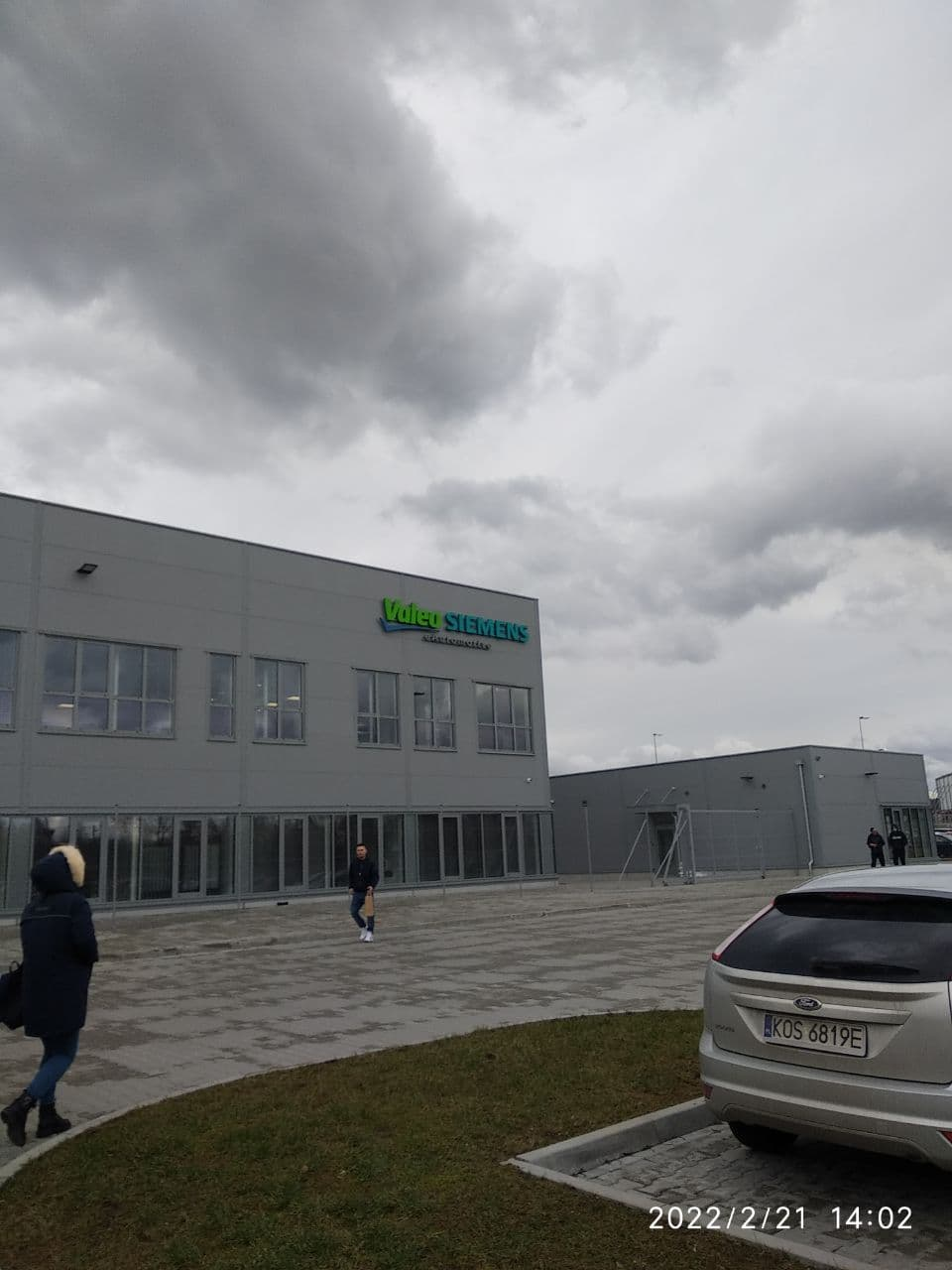
VALEO SIEMENS EAUTOMOTIVE

Найбільший акціонер Valeo — фонд прямих інвестицій Pardus Capital (13 % акцій компанії). Капіталізація на середину липня 2008 року — 1,79 млрд євро.

## Діяльність
Компанія випускає системи зчеплення, освітлення, охолодження двигуна, електронного управління двигуном, гальмівні і кліматичні системи та ін. автокомпоненти, а також обладнання для станцій технічного обслуговування. Valeo належить 143 фабрики в 20 країнах світу. Серед клієнтів Valeo BMW, Ford, General Motors.